# Yoanka González
Yoanka González, född den 9 januari 1976 i Villa Clara, Kuba, är en kubansk tävlingscyklist som tog OS-silver i poängloppet i bancykling vid olympiska sommarspelen 2008 i Peking.